# Райли, Рон
Рональд Уильям (Рон) Райли (англ. Ronald William (Ron) Riley, 14 сентября 1947) — австралийский хоккеист (хоккей на траве), нападающий. Серебряный призёр летних Олимпийских игр 1968 и 1976 годов.

## Биография
Рон Райли родился 14 сентября 1947 года.
Учился в колледже Сент-Джозеф в индийском городе Найнитал.
Играл в хоккей на траве за «Сент-Джордж Дистрикт» из Кайема.
В 1968 году вошёл в состав сборной Австралии по хоккею на траве на Олимпийских играх в Мехико и завоевал серебряную медаль. Играл на позиции нападающего, провёл 8 матчей, забил 4 мяча (по одному в ворота сборных Кении, Пакистана, Аргентины и Нидерландов).
В 1972 году вошёл в состав сборной Австралии по хоккею на траве на Олимпийских играх в Мюнхене, занявшей 5-е место. Играл на позиции нападающего, провёл 9 матчей, забил 8 мячей (пять в ворота сборной Мексики, два — Великобритании, один — Кении). 
В 1976 году вошёл в состав сборной Австралии по хоккею на траве на Олимпийских играх в Монреале и завоевал серебряную медаль. Играл на позиции нападающего, провёл 8 матчей, забил 7 мячей (три в ворота сборной Индии, по одному — Малайзии, Канаде, Аргентине и Пакистану). 
В 1980 году в составе сборной Австралии завоевал бронзовую медаль Трофея чемпионов в Карачи.

## Семья
Племянница Рона Райли Сара Янг (род. 1981) выступала за женскую сборную Австралии по хоккею на траве, в 2008 году участвовала в летних Олимпийских играх в Пекине.